# Bobartia orientalis
Bobartia orientalis är en irisväxtart som beskrevs av Margaret Clark Gillett. Bobartia orientalis ingår i släktet Bobartia och familjen irisväxter.

## Underarter
Arten delas in i följande underarter:
- B. o. occidentalis
- B. o. orientalis

## Bildgalleri

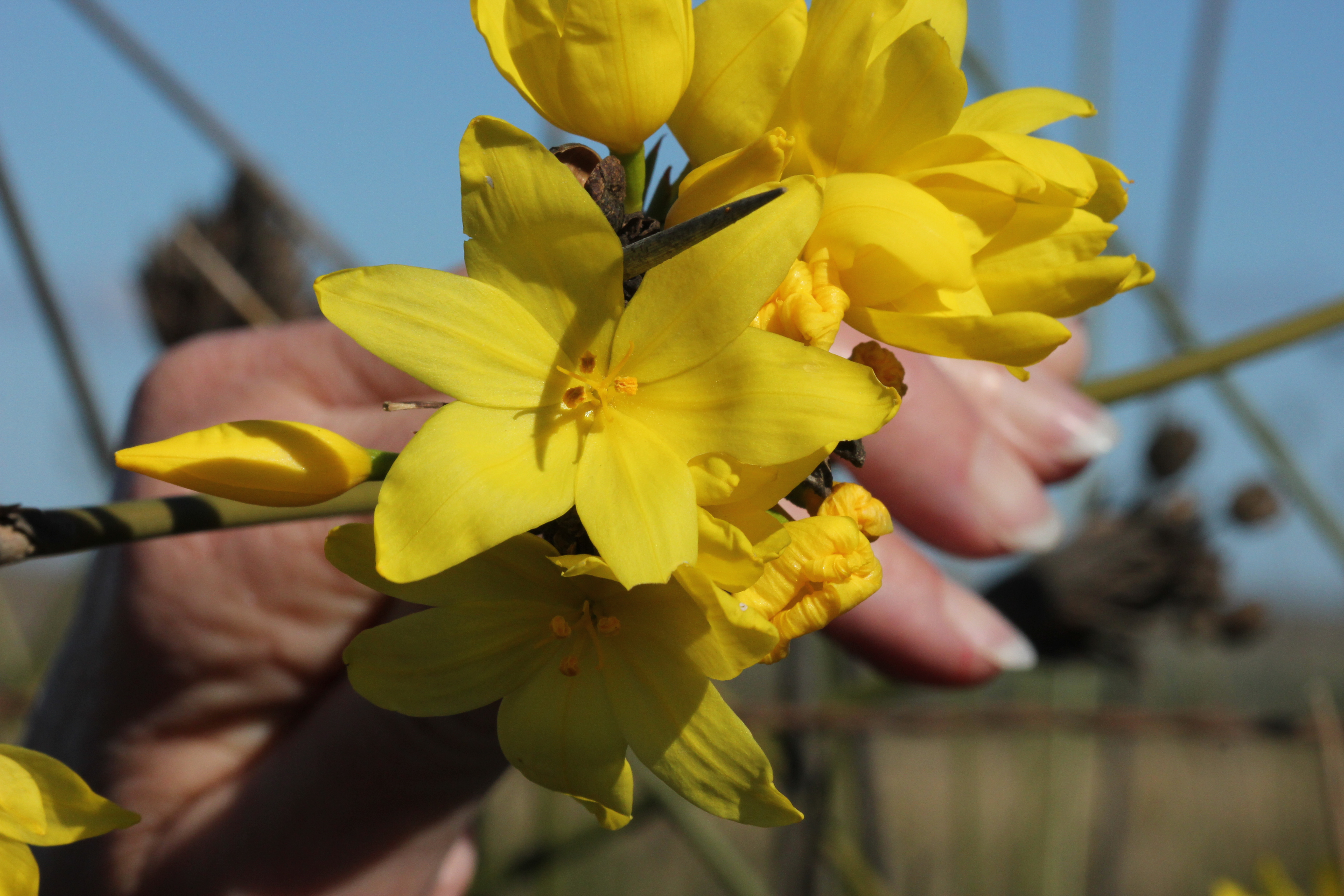
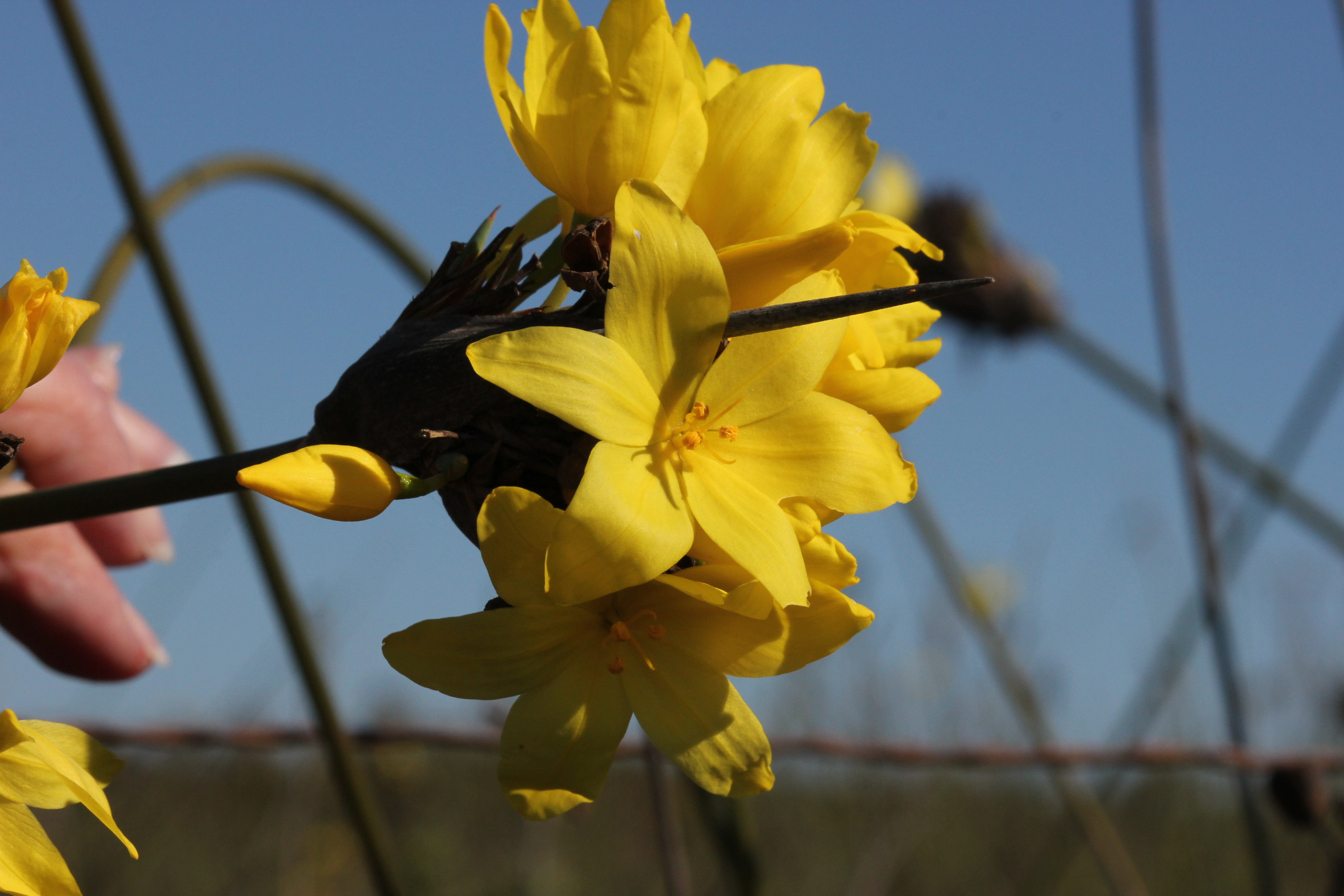